# Marcha da Morte de Bataan

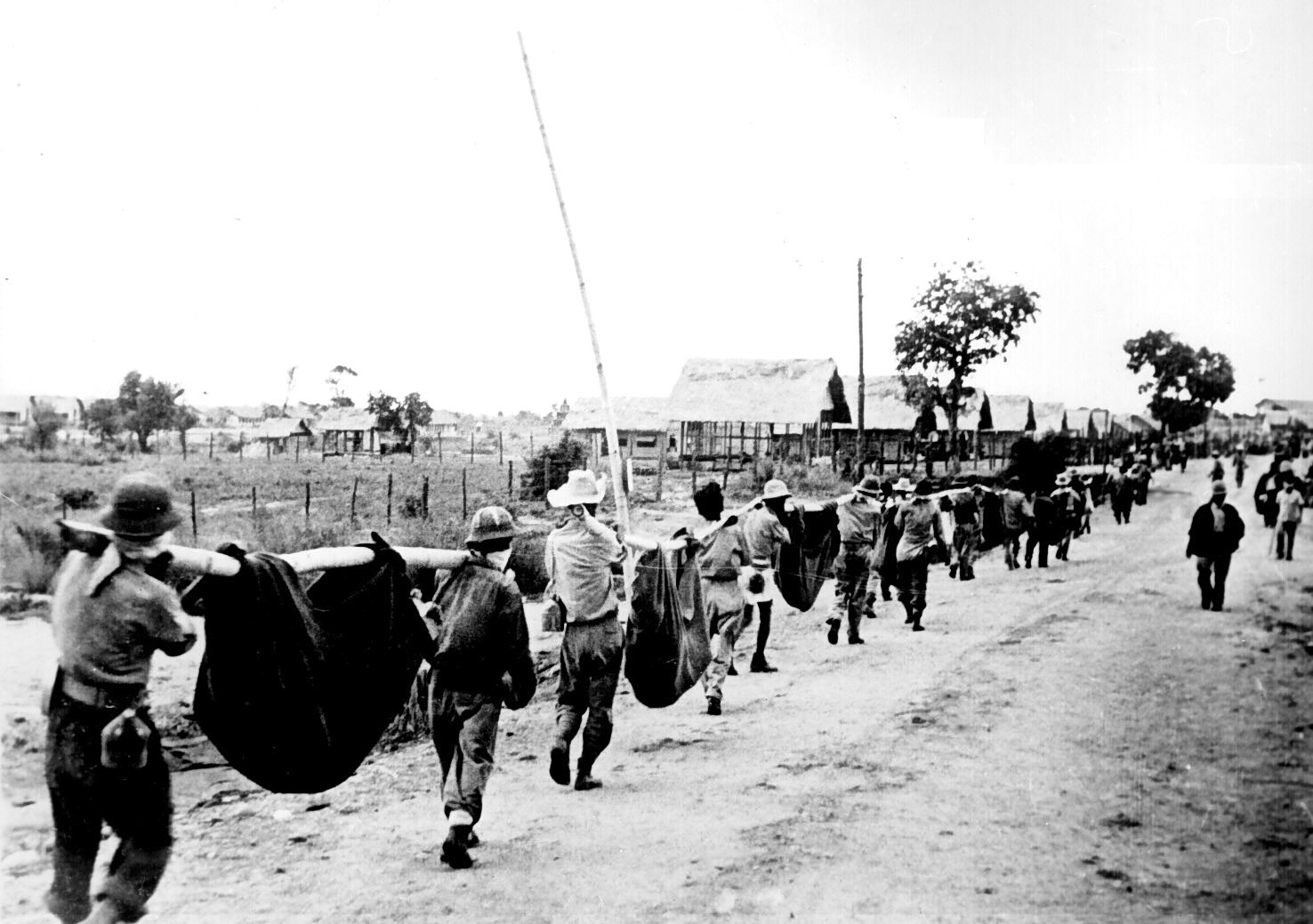
Prisioneiros carregam os corpos de seus companheiros caídos durante a Marcha.

Marcha da Morte de Bataan é o nome como ficou conhecido um dos maiores crimes de guerra da Segunda Guerra Mundial, ocorrido no início da Guerra do Pacífico, contra prisioneiros norte-americanos e filipinos derrotados pelas forças japonesas após a Batalha de Bataan, parte da Batalha das Filipinas, ocorrida entre dezembro de 1941 e abril de 1942.

## Preparativos

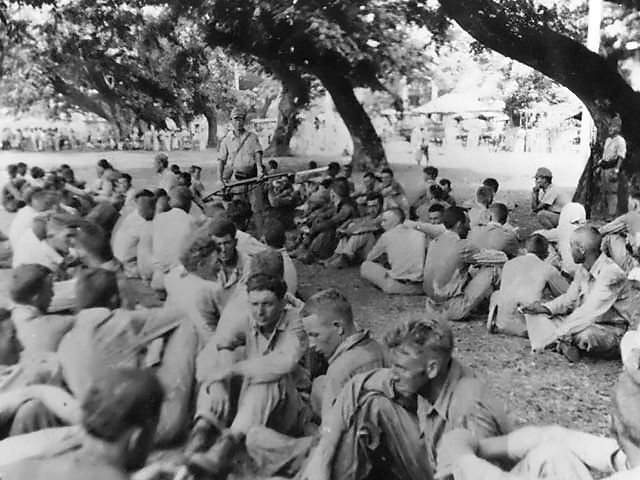
Prisioneiros aguardam o começo da Marcha.

Em 9 de abril de 1942, cerca de 75 000 soldados norte-americanos e filipinos renderam-se em Bataan ao 14.° Exército japonês, formado por 50 000 soldados e comandado pelo tenente-general Masaharu Homma. Superados em número e esperando que a batalha continuasse por mais tempo, os japoneses acreditavam que o número de prisioneiros de guerra rendidos fossem de cerca de 25 000 e não estavam preparados em estrutura e contingente para tomar conta do número total de soldados capturados.
O planejamento da transferência dos prisioneiros de Bataan para o campo de prisioneiros O’Donell , na província vizinha de Tarlac, ficou a cargo de oficiais do exército de Homma, enquanto os japoneses preparavam o assalto final às forças que defendiam o resto das Filipinas.
A primeira fase desta operação consistia em trazer todos os prisioneiros reunidos nas Montanhas Mariveles até a capital da península de Bataan, Balanga City, num percurso a pé de cerca de 30 km, que se esperava fosse cumprido em um dia. Dali, os homens seriam transportados em 200 caminhões por mais 50 km até a estação de San Fernando, de onde seriam transportados em trens por mais 50 km até a vila de Capas, a 8 km do destino final, para onde marchariam a pé; hospitais de campanha e estações de descanso deveriam ser estabelecidas ao longo do percurso.

### A Marcha
Apesar do general Homma ter esperado fazer 25 000 prisioneiros após a rendição de Bataan, ficou surpreso com o total de mais de 75 000 (66 000 filipinos e 11 000 norte-americanos) esfomeados, sedentos e atacados pela malária. Durante a batalha, apenas 27 000 destes homens estavam listados como “combatentes efetivos” e ¾ deles estavam infectados pela malária.

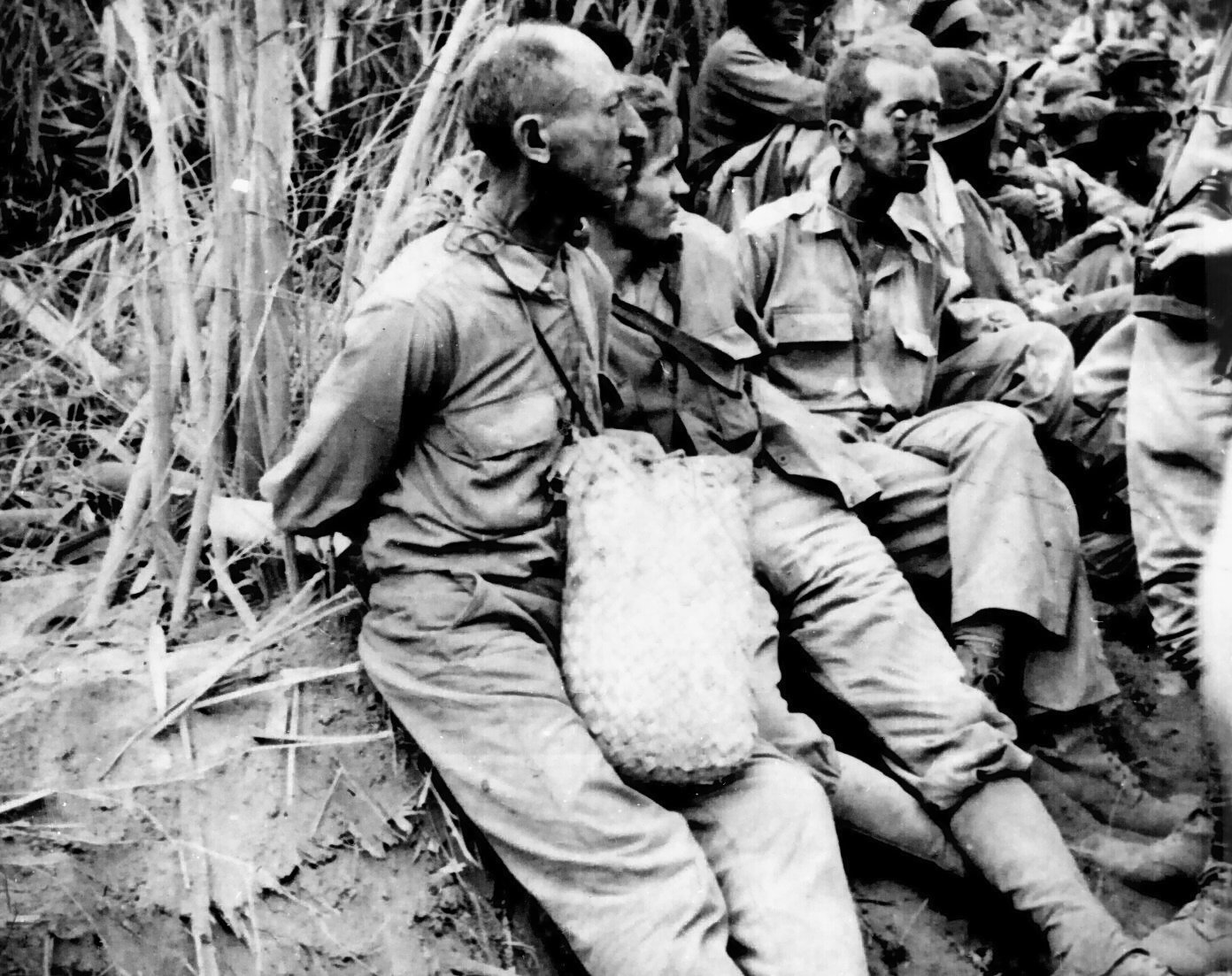
Prisioneiros americanos durante a Marcha da Morte. Da esq. para a dir: Samuel Stenzler, Franck Spear e James Gallagher.

Como resultado da situação encontrada, os japoneses tiveram grandes dificuldades de transportá-los desde o início. A etapa inicial de 30 km a pé até Balanga City, planejada para durar um dia, custou três para milhares deles. A distribuição de comida era quase impossível e a maioria não recebeu nada; 4 000 feridos e doentes tiveram que ser deixados para trás a fim de serem tratados em Bataan pelos japoneses por não terem condições de caminhar. A diminuição de provisões e de homens entre os invasores, que nesse momento ainda lutavam para tomar Corregedor, causou irritação entre os soldados encarregados da guarda dos prisioneiros e diversos deles escaparam, pois, pela limitação de recursos humanos, um máximo de quatro guardas armados acompanhava cada grupo de 300 prisioneiros.
Ao chegar à capital Balanga, ficou claro que os caminhões não poderiam transportar nem a metade do número de prisioneiros e aqueles que não conseguiram lugar nos veículos tiveram que marchar a pé por mais 50 km até à estação de San Fernando, por estradas sem sombra, debaixo de sol forte e com algumas partes asfaltadas. A poeira fina que se levantava no ar causava dificuldade de respirar e de enxergar e o asfalto quente queimava os pés dos prisioneiros descalços; os homens que se recusavam a abandonar seus pertences eram os primeiros a cair; os últimos 9 km da marcha até San Fernando foram os mais duros que os prisioneiros tiveram que enfrentar.
Aqueles que conseguiram chegar à estação de trem foram trancados em prisões improvisadas onde finalmente tiveram direito a comida, água e algum atendimento médico. Em seguida, foram todos colocados dentro de trens apertados que os levou até Canpas; durante a viagem de três horas, centenas de prisioneiros vomitaram e sofreram ataques de disenteria e muitos sufocaram em seu próprio vômito até à morte; os que chegaram a Capas vivos ainda foram obrigados a marchar por 12 km até ao campo O'Donnell.
Durante nove dias, a maioria dos prisioneiros filipinos e americanos doentes e feridos foram forçados a marchar mais de 2/3 da distância de 150 km entre Bataan e o campo O'Donnell. Aqueles que tiveram sorte suficiente de serem transportados nos caminhões até San Fernando, tiveram que marchar 40 km até ao campo. No caminho, eles apanhavam constantemente, e frequentemente lhes negavam a água e comida prometida. Aqueles que ficavam para trás eram executados ou deixados para morrer e o lado das estradas ficou cheio de corpos ou de homens estendidos implorando por ajuda. O número de prisioneiros em marcha foi diminuindo pelo calor, malária, disenteria e desidratação.
Entretanto, os castigos infligidos aos prisioneiros não eram, na maioria, provenientes de japoneses mas de coreanos alistados no exército imperial – o Japão ocupava a Coreia há mais de trinta anos – que por não terem a confiança dos japoneses para participarem de combates no campo de batalha, eram colocados na função de guarda de prisioneiros.
Ao fim da Marcha da Morte, cerca de 54 000 prisioneiros chegaram ao destino com vida. A contagem de mortos é difícil de ser estabelecida com precisão porque milhares deles conseguiram escapar dos guardas durante a marcha, muitos morrendo nas florestas de Luzon; em alguns casos piedosos, prisioneiros chegaram a ser libertados nas matas por seus captores por absoluta impossibilidade de cuidar de todos. Num total provável, cerca de 650 norte-americanos e 10 000 filipinos morreram antes de chegar ao campo O'Donnell.

### Julgamento e execução

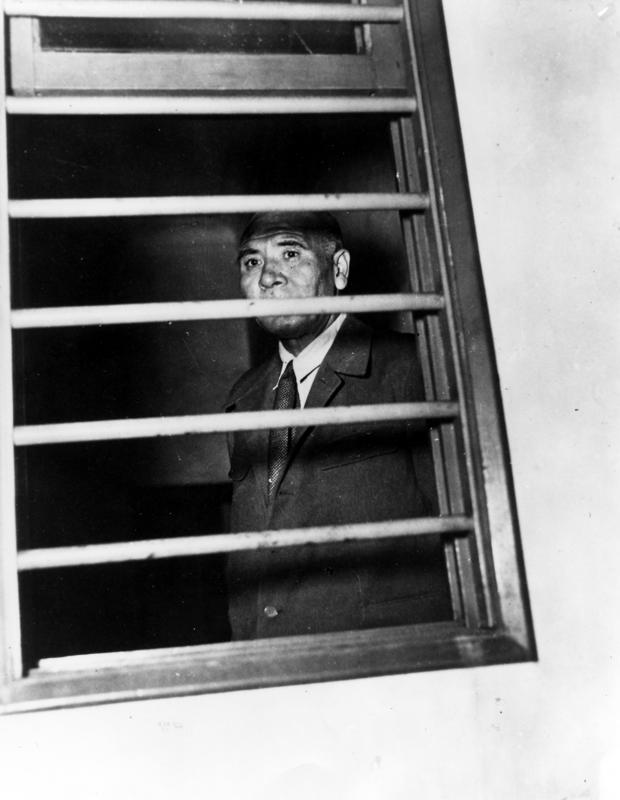
General Homma na prisão aguardando julgamento.

Após a rendição do Japão em 2 de setembro de 1945, o general Homma foi trazido diante do Comissariado Aliado de Crimes de Guerra, em Manila, para responder por seus atos, não apenas as atrocidades na Marcha da Morte mas também as que se seguiram no campo O'Donnell.
O general, que tinha estado completamente absorto em seus esforços para tomar Corregedor e concluir a conquista das Filipinas, não teve conhecimento do que acontecia e só foi informado dos detalhes da matança dois meses após o ocorrido. Sua negligência lhe custou a vida.
Julgado e condenado por crime de guerra, foi executado por um pelotão de fuzilamento nos arredores de Manila em 3 de abril de 1946.